# Johanniskraut-Blattkäfer

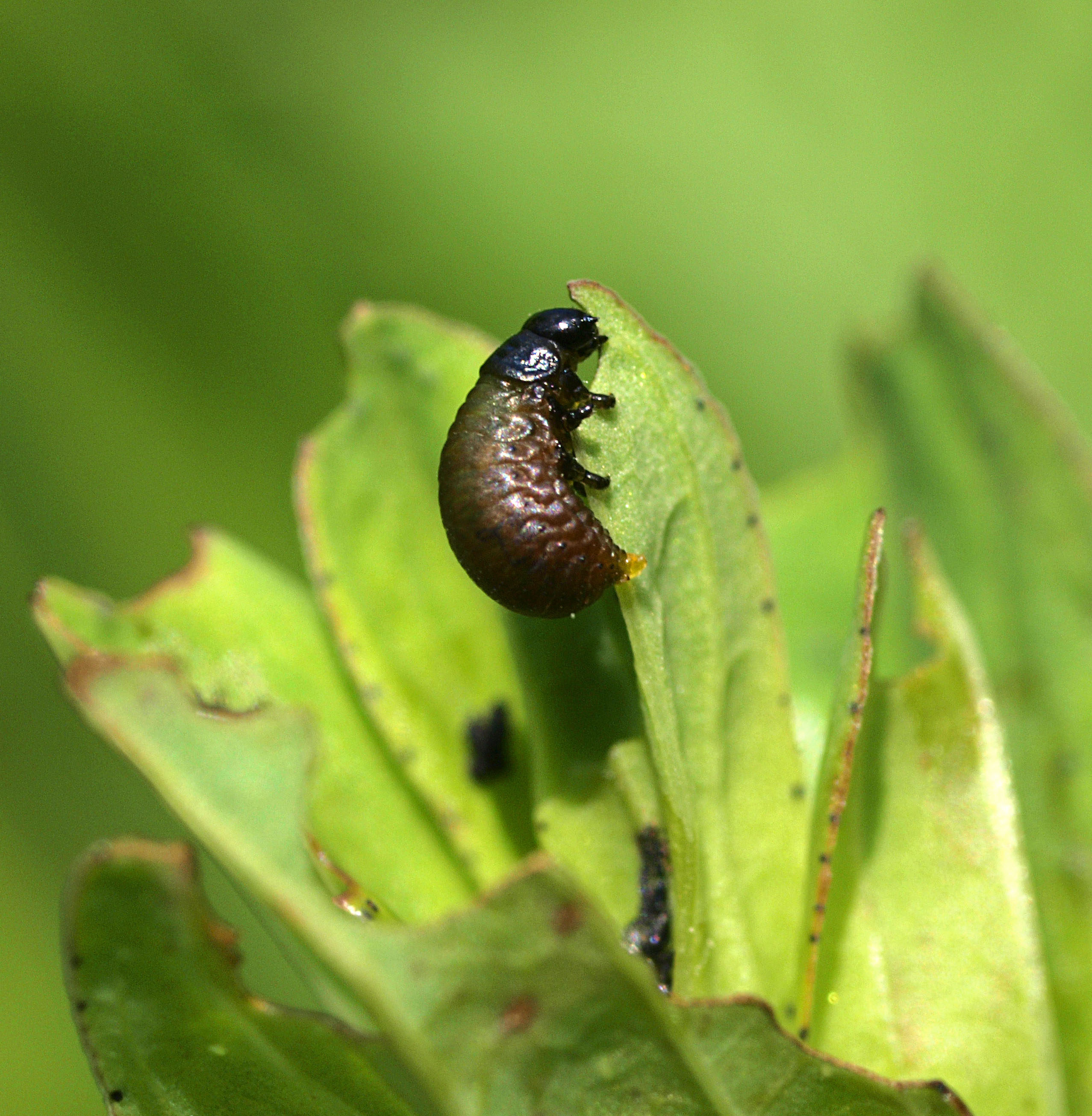
Larve von Chrysolina varians

Der Johanniskraut-Blattkäfer (Chrysolina varians) ist ein Käfer aus der Familie der Blattkäfer (Chrysomelidae).

## Merkmale
Der Johanniskraut-Blattkäfer erreicht eine Länge von 4,5 bis 6,5 Millimetern. Er weist eine dicht punktierte Oberseite auf. Die Käfer kommen in unterschiedlichen metallisch glänzenden Farbvarianten vor: blau, grün, bronzefarben, violett und schwarz.

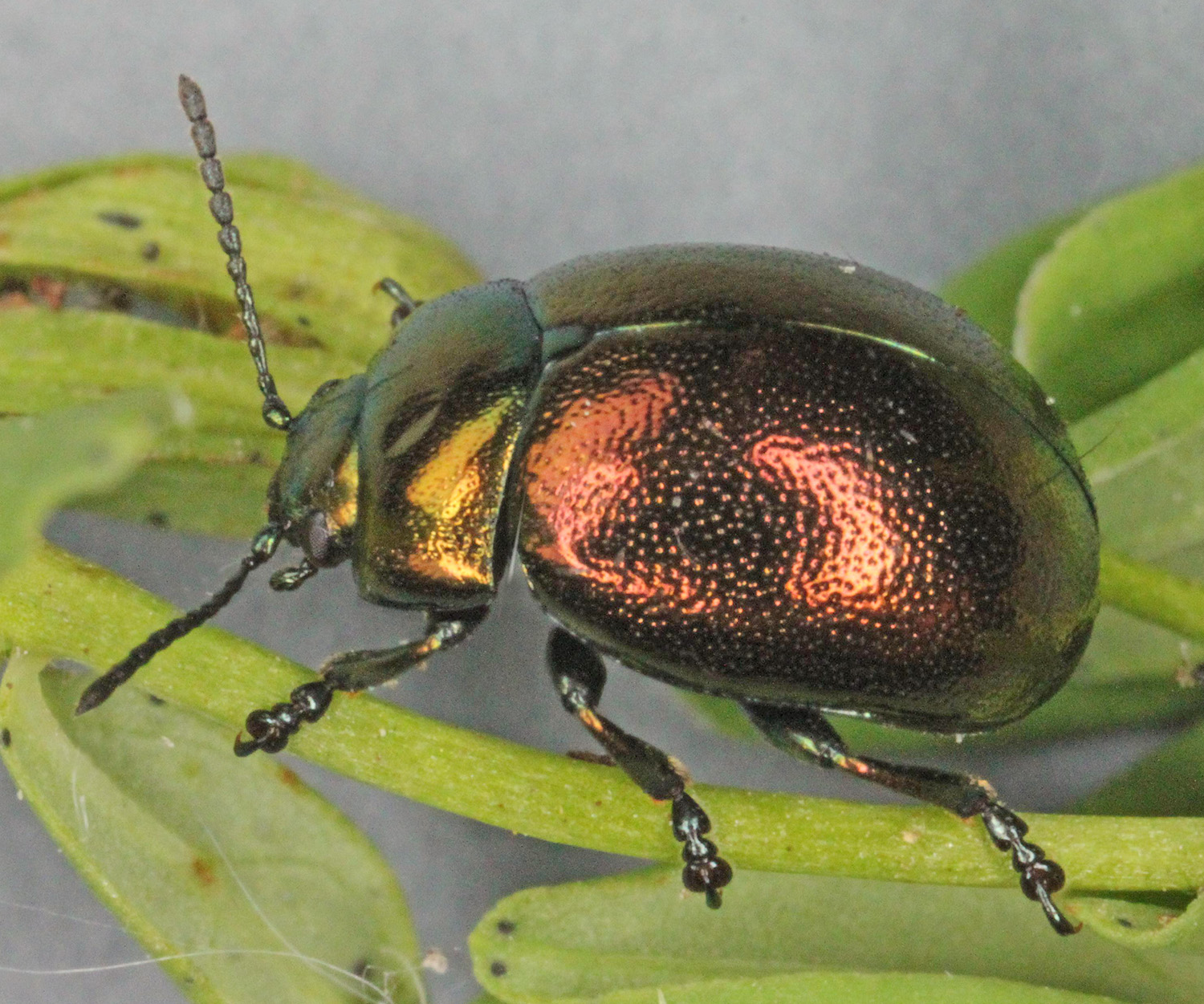
Bronzefarbene Variante
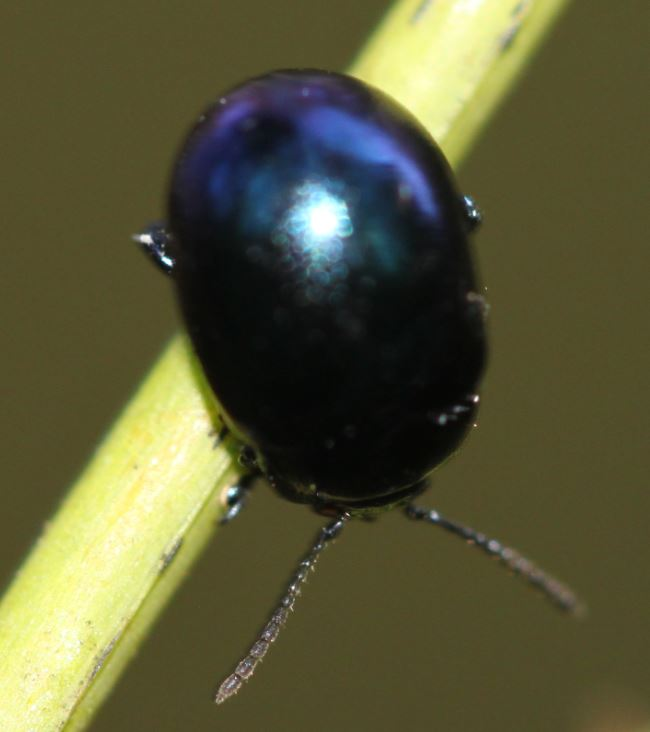
Blaue Farbvariante
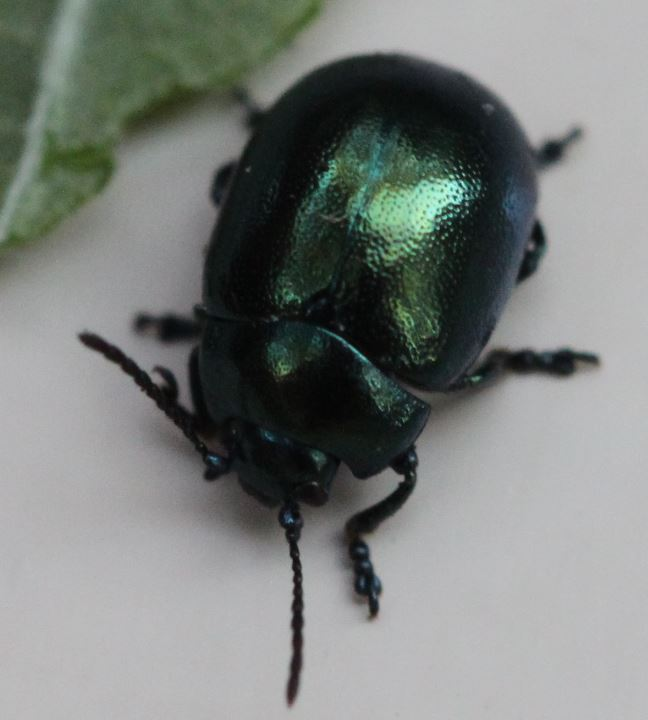
Grüne Farbvariante

## Vorkommen
Das Verbreitungsgebiet des Johanniskraut-Blattkäfers erstreckt sich von Spanien bis nach Westsibirien.
Der Käfer kommt in Europa häufig vor, besitzt jedoch Verbreitungsschwerpunkte.
Er bevorzugt Standorte mit feuchtem Sommerklima. Zwei Ansiedlungsversuche in British Columbia im Westen Kanadas in den Jahren 1957 und 1958 schlugen fehl, die Art konnte sich dort nicht etablieren.

## Lebensweise
Die Käfer fliegen in der Sommerjahreshälfte in den Monaten Mai bis September.
Sie fressen an Minze und Johanniskräutern (Hypericum). Die Larven schlüpfen gewöhnlich im Mai.